# Mario Primorac
Mario Primorac (Zavidovići, 3. listopada 1961.) je bivši bosanskohercegovački košarkaš hrvatskog podrijetla.

## Klupska karijera
Rođen je u Zavidovićima. Obitelj mu je živjela u Žepču. Otac mu je bio željezničar pa je već kao malo dijete preselio u Ploče, pa u Čapljinu kad je pošao u školu. Košarkom se počeo počeo relativno kasno, tek u drugom razredu srednje škole. Na treniranje ga je nagovorio Jasmin Repeša. S njime su tad bili Ivica Obad, Drago Raguž, Dražen Blažević i dr.
Karijeru je počeo u Čapljini.
Poslije je cijelo desetljeće igrao za sarajevsku Bosnu. S Bosnom je 1983./84. došao do 4. mjesta u Kupu europskih prvaka. Igrala je u sastavu: Sabahudin Bilalović, Žarko Varajić, Sabit Hadžić, Predrag Benaček, Emir Mutapčić, Boro Vučević, Mario Primorac, Dragan Lukenda, Anto Đogić, Miroljub Mitrović, a trener je bio Svetislav Pešić. Zatim je otišao u inozemstvo. Igrao u Njemačkoj, Austriji i Sloveniji za Albu, Oberwart, Satex i Zagorje. Igračku karijeru okončao je u 40. godini. U košarci je ostao kao trener. Prvo je bio u projektu svoje privatne škole košarke Mario Primorac u Mariboru. Dugo je vodio taj svoj klub koji se poslije spojio s mariborskim Branikom te se zvao Branik-Primorac, gdje je bio direktor i trener. Ostvarili su dobre rezultate. Seniori su igrali u jakoj slovenskoj drugoj ligi. S juniorima su otišli i dalje i osvojili naslov prvaka Slovenije. 2013. godine ljeti je vodio klub iz Litve Dzuki iz Alytusa, no zbog neslaganja s domaćim igračima otišao je iz kluba. Vratio s u matičnu HKK Čapljinu kao trener. Nije ostao dugo, ali ne svojom krivnjom, jer je klub imao financijskih problema.

### Reprezentativna karijera
Višegodišnji je reprezentativac. Igrao je na ovim europskim prvenstvima: 1989. za Jugoslaviju, za BiH na 1993.  te na kvalifikacijama za EP 1995.

## Vanjske poveznice
- FIBA
- Eurobasket Igrač
- Eurobasket Trener